# Aloe bertemariae
Aloe bertemariae là một loài thực vật có hoa trong họ Măng tây. Loài này được Sebsebe & Dioli mô tả khoa học đầu tiên năm 2000.